# チキンウィングフェイスロック
チキンウィング・フェイスロック（Chicken Wing Facelock）は、プロレスにおける関節技の一種である。海外ではクロスフェイス・チキンウィング（Cross Face Chicken Wing）と呼ばれている。

## 概要
相手の背後から片腕でハンマーロックを極めて、その手を相手の肩口に出す。もう片腕で相手にフェイスロックを掛けて両手をクラッチする。その状態から両方の肘を締めるようにすると相手の肩と首の両方を一気に極めることができるハンマーロックとフェイスロックの複合関節技。

## 主な使用者
- バーン・ガニア
- ボブ・バックランド
- ダレン・ヤング
- マーティ・スカル
- スーパータイガー（初代）
- 前田日明
- 高田延彦
- 長与千種
- 船木誠勝
- 野崎渚
- 渡辺桃
- ハイパーミサヲ